# إدي سلفستري
إدي سلفستري نجادي (بالفرنسية: Eddy Sylvestre Negad)‏ هو لاعب كرة قدم فرنسي في مركز الوسط ولد في يوم 29 أغسطس 1999 في بلدة أوباغن في فرنسا. يلعب حالياً مع نادي ستاندارد لييج وسبق له اللعب مع نادي نيس ونادي أوكسير. يبلغ طوله 173 سم.